# Via Rail Canada
 (juillet 2025).
VIA Rail Canada est une société de la Couronne fédérale qui assure le transport ferroviaire de personnes au Canada. Cette société n’est pas autorisée à faire le transport de marchandises. VIA Rail exploite actuellement 16 liaisons ferroviaires, reliant les grandes villes du pays (à l'exception de Calgary), en utilisant principalement les voies ferrées du Canadien National (CN). Son siège social se situe à Montréal, au Québec.

## Historique

### Déclin du rail voyageur
Le transport ferroviaire de personnes au Canada a connu un déclin notable après la Seconde Guerre mondiale. Les causes de ce phénomène sont nombreuses. Tout d’abord, au cours des 60 dernières années, les gouvernements provinciaux et le gouvernement fédéral ont investi massivement dans la construction du réseau routier et autoroutier et ont quasiment abandonné le réseau ferroviaire. Ensuite, le gouvernement fédéral a favorisé le développement du transport aérien : subventions aux constructeurs aéronautiques, construction d’aéroports, financement total du système de gestion aérien (Nav Canada) et enfin, subventions généreuses aux opérateurs de lignes aériennes commerciales.
Les deux grands transporteurs ferroviaires de cette époque, soit le CFCP (Canadien Pacifique, société privée) et le CN (Canadien National, société de la couronne) avaient alors la responsabilité d’assurer le transport ferroviaire de personnes. Un service qui était fort rentable est devenu rapidement déficitaire dans les années 1960 et a commencé à miner la santé financière des compagnies de chemin de fer. Le CFCP a donc voulu rapidement abandonner son service voyageurs, mais le gouvernement fédéral l’a forcé à maintenir un service minimal sur ses lignes jusque dans les années 1970.
En contrepartie, le transport de fret demeurait extrêmement rentable.

### La création de VIA Rail
Les problèmes rencontrés par le transport ferroviaire de passagers au Canada allaient bientôt devenir si importants qu’ils furent un élément central des élections de 1974, au cours desquelles les libéraux de Pierre Elliott Trudeau promirent de mettre en place un service passagers au niveau national semblable à Amtrak aux États-Unis.
En 1976, le CN adopte une nouvelle marque de commerce pour son service de transport de passagers : VIA Rail. Le logo choisi à l’époque est encore utilisé de nos jours, seul l’ajout d’une feuille d’érable rouge diffère.
Le 21 janvier 1977, VIA Rail recevait son certificat d'incorporation. Le service de trains de voyageurs VIA Rail du CN devient une société de la couronne indépendante, prenant possession des locomotives et des voitures de l’ancien service voyageur du CN.
Le 29 octobre 1978, après quelques mois de négociations, VIA Rail prend en charge l’exploitation du service de passagers du CFCP et acquiert le matériel roulant que le CFCP utilisait à cet effet. Cette opération ne fait pas de VIA Rail le seul transporteur ferroviaire de passagers au Canada, puisque le CN continue à exploiter son service à Terre-Neuve. BC Rail, Algoma Central, Ontario Northland, Quebec North Shore and Labrador Railway vont également continuer à exploiter des trains de passagers sur leurs propres lignes. La nouvelle société VIA Rail n’est cependant propriétaire d’aucune voie ferrée et doit donc payer des droits de passages au CN et au CFCP.

### Débuts mouvementés de la société
La nationalisation du service de transport de passagers accompagnée d’une mise en marché agressive et du choc pétrolier survenu en 1979-1980 va permettre une certaine renaissance du rail voyageurs au Canada. Mais ce sera de courte durée. En 1981, le gouvernement de Pierre Elliott Trudeau décide de sabrer dans les budgets de VIA Rail, ce qui entraîne une élimination de 40 % des liaisons. D’importantes lignes sont abandonnées. Le Super Continental (ligne CN, Toronto-Winnipeg-Edmonton-Vancouver) et l’Atlantic (Montréal-Sherbrooke-Saint-Jean) font partie des lignes auxquelles on met fin. Au même moment, VIA Rail veut diminuer ses importants coûts de maintenance causés par un matériel roulant vieux de plus de 30 ans. Une importante commande est donc faite à Bombardier pour les locomotives et voitures LRC (Léger, Rapide, Confortable), qui sont pendulaires et seront utilisés dans le corridor Québec-Windsor.

### Reprise de certaines liaisons
En 1984, le nouveau gouvernement conservateur de Brian Mulroney, va tenir sa promesse de restaurer le service complet de VIA Rail. L’Atlantic et le Super Continental sont remis en service et de nouvelles locomotives (F40 de General Motors) sont commandées.
Le 8 février 1986, une terrible collision a lieu entre le Super Continental de VIA Rail et un train de marchandises à Dalehurst AB. Il y aura 23 morts. C’est un des plus graves accidents ferroviaires de l’histoire du Canada.

### Nouvelles suppressions
À la fin des années 1980, l’inflation et les problèmes budgétaires du gouvernement de Brian Mulroney vont engendrer de nouvelles suppressions à VIA Rail, encore plus importantes que celles de 1981. En 1990, on va donc éliminer « Le Canadien », train reliant Montréal-Toronto-Winnipeg-Regina-Calgary-Vancouver par la ligne du CFCP. On va également mettre fin à bon nombre de trains régionaux : Québec-Trois-Rivières-Montréal, Montréal-Sherbrooke, Edmundston-Moncton, Sydney-Halifax, Yarmouth-Halifax, The Pass-Lynn Lake, Toronto-North Bay, Toronto-Havelock, Senneterre-Cochrane-Kaspukasing. En 1993, le nouveau gouvernement libéral de Jean Chrétien va une fois de plus amputer le budget de VIA Rail, ce qui causera la fin de l’Atlantic (Montréal-Sherbrooke-Saint-Jean).

### Renaissance

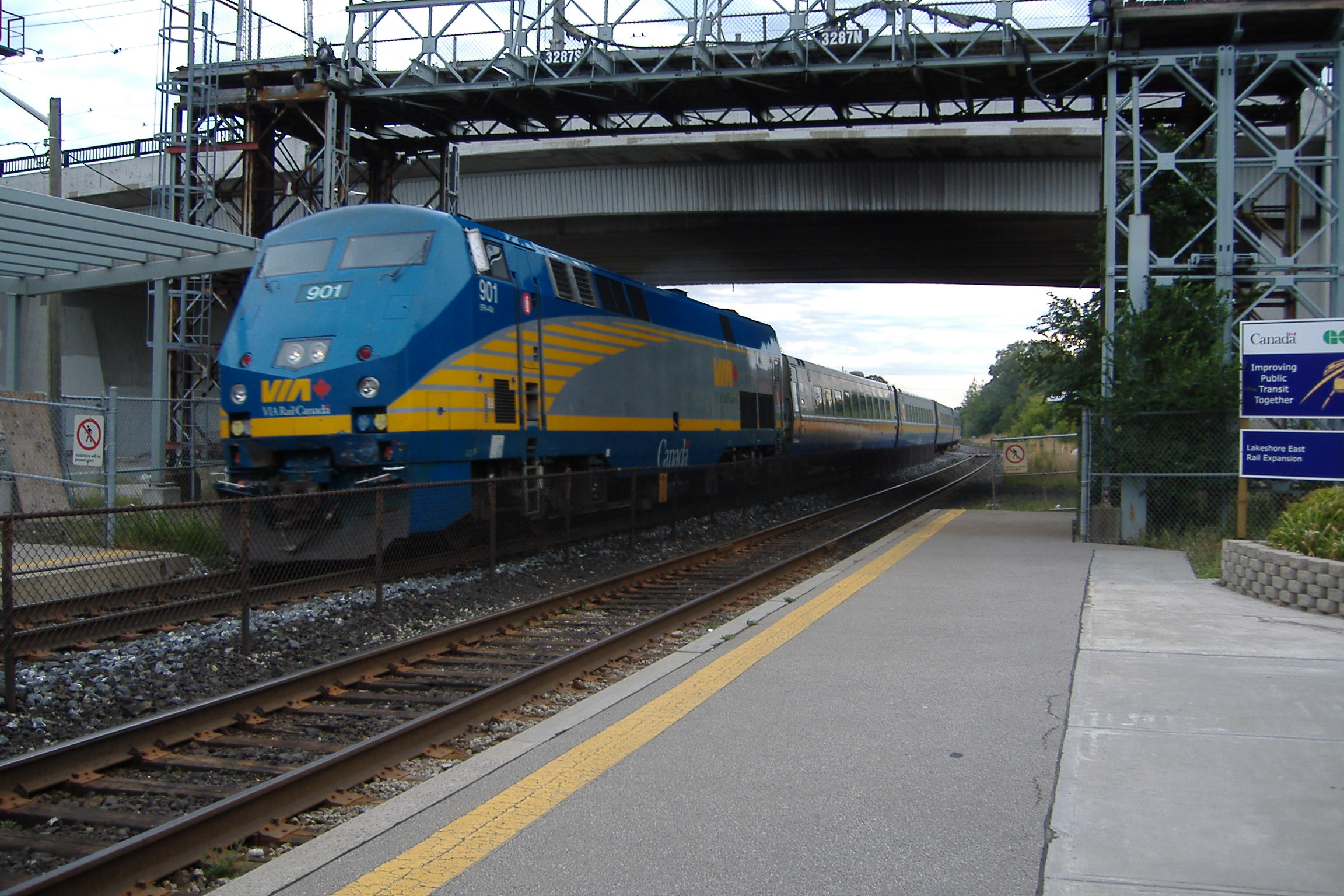
Rame VIA Rail P42DC en route vers Montréal

À la fin des années 1990, le gouvernement libéral décide de remettre un peu d’argent dans VIA Rail et adopte le programme « Renaissance ». De ce programme résultera l’achat des voitures Nightstar (qui devaient à l’origine être utilisées par un service de nuit entre la France et le Royaume-Uni via Eurotunnel mais qui n’étaient pas concurrentielled par rapport à l'Eurostar), l’achat de nouvelles locomotives Genesis de General Electric, la remise en service du train Halifax-Sydney, sous forme de train touristique hebdomadaire, et enfin, par la rénovation de quelques gares. VIA est également devenu propriétaire d’une voie ferrée classique entre Montréal et Ottawa. La construction d’une LGV est quelquefois envisagée mais le choix actuel serait plutôt d’acheter des locomotives à turbine. Le 23 mars 2007 la Cour Suprême exige que les voitures Nightstar soient accessibles aux handicapés, ce qui transforme cet achat en fiasco.
Les attentats du 11 septembre 2001 à New York ont contribué à faire augmenter le nombre de voyageurs dans les trains de VIA Rail, mais le transport ferroviaire de personnes demeure marginal au Canada (1/74 des déplacements). Les barrières administratives de plus en plus grandes avec les États-Unis ne facilitent pas non plus les liaisons.
En 2008, le gouvernement canadien donne à VIA, par l'octroi d'une subvention de plus de 400 M$, les moyens de renouveler la flotte vieillissante de locomotives de la série 6400 (modèle F40PH II). Les nouvelles locomotives sont refaites au complet chez CAD de Lachine, près de Montréal.
En plus du renouvellement complet, on ajoute un groupe électrogène de 500 kW spécialement conçu par Hewitt Équipement Ltée à l'aide d'un moteur industriel Caterpillar C18 de 750 hp à chaque locomotive, destiné uniquement à produire l'électricité nécessaire au fonctionnement du train (alimentation électrique de service). Cette nouvelle approche permet au moteur principal de servir uniquement à la traction du convoi et de réaliser des économies de carburant.
La première locomotive de cette série, la VIA 6402 est livrée le 16 avril 2009. Le programme s'échelonne sur cinq ans et, à terme, les locomotives de la série F40PH II seront complètement remplacées par celles de la série F40PH III.

## Routes et liaisons

Une carte des itinéraires de Via Rail avec la fréquence des trains qui y circulent

Via Rail exerce ses activités dans les provinces d'Alberta, de la Colombie-Britannique, du Manitoba, du Nouveau-Brunswick, de la Nouvelle-Écosse, de l’Ontario, du Québec et de la Saskatchewan . La seule province reliée au réseau ferroviaire continental et non desservi par Via Rail est les Territoires du Nord-Ouest . Terre-Neuve-et-Labrador, le Nunavut, l’Île-du-Prince-Édouard et le Yukon n’ont pas de liaison ferroviaire avec le réseau continental et donc pas de service Via Rail.
Via Rail exploite plus de 475 trains par semaine sur 19 lignes, regroupés dans quatre grandes catégories :
- Ontario et Québec/Ligne du Corridor Québec-Windsor : comprenant des trains régionaux et locaux fréquents entre les grandes villes dans une bande allant du sud-ouest de l'Ontario à la ville de Québec . La grande majorité des trains de Via Rail – plus de 400 par semaine – circulent ici. Les villes desservies par les trains Corridor comprennent Windsor, Sarnia, London, Toronto, Kingston, Ottawa, Montréal et Québec. En 2017, le service du Corridor représentait 95% de la fréquentation de Via Rail et 77% de ses revenus[3].
- La Voie Maritime/Océan : assure un service interurbain entre le Québec et les provinces maritimes. En 2017, l'Océan représentait 2 % de la fréquentation de Via Rail et 3% de ses revenus[3].
- L'Ouest canadien/Canadien : offre à la fois un service longue distance entre le sud de l'Ontario et l'ouest du Canada, ainsi que des services ferroviaires essentiels à travers le nord de l'Ontario. En 2017, le Canadien représentait 2 % de la fréquentation de Via Rail et 20% de ses revenus[3].
- Routes aventures panoramiques : Cinq itinéraires régionaux et longue distance qui offrent un transport ferroviaire essentiel dans les régions rurales du Nord. En 2017, ces itinéraires représentaient au total de 1% de la fréquentation et des revenus de Via Rail[3]. Les itinéraires inclus dans cette catégorie sont :
  - Train Jasper–Prince Rupert (anciennement Skeena) - Alberta et Colombie-Britannique
  - Train Montréal–Jonquière (anciennement Saguenay) - Québec
  - Train Montréal–Senneterre (anciennement Abitibi ) - Québec
  - Train Sudbury–White River (anciennement Lac Supérieur ) - Ontario
  - Train Winnipeg–Churchill (anciennement Baie d'Hudson ) - Manitoba et Saskatchewan

La majorité des trains de Via Rail sont identifiés par leur numéro d'itinéraire et leur destination. Les seuls trains de Via Rail nommés sont le Canadien et l'Océan . Les cinq « Routes Aventures Panoramiques » étaient auparavant appelées Skeena, Saguenay, Abitibi, Lac Supérieur et Baie d'Hudson et peuvent encore être désignées par ces noms mais n'existent plus officiellement.

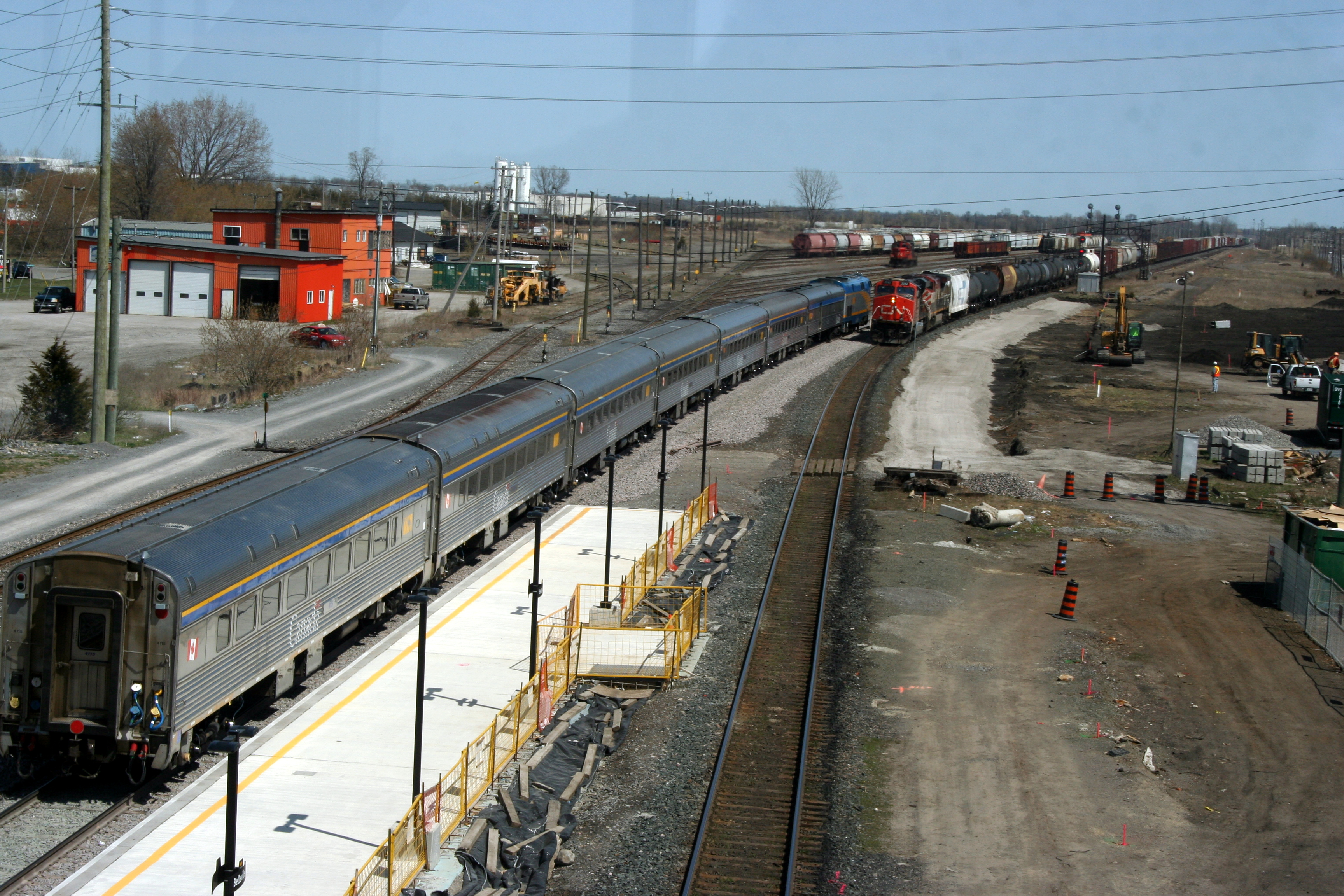
Un train de Via Rail passe à côté d'un train de Canadien National. La majorité des voies ferrées sur lesquelles opère Via Rail appartiennent au Canadien National.

En 2017, c'est le Canadien National qui possède le plus de ligne de chemin de fer avec 84% du réseau kilométrique lui appartenant.  
Le reste du réseau est quant à lui réparti entre divers compagnie ferroviaire. Chemin de fer de la Baie d'Hudson possède 8% des lignes de chemin de fer canadiennes. Canadien Pacifique, Via Rail et Metrolinx se partagent le reste avec respectivement 4%, 3% et 2% chacun.
Au total, environ 88% des voies ferrées de Via Rail appartiennent à des chemins de fer de classe I, 8% à des chemins de fer de courte distance et 4% à des agences gouvernementales.

### Liaisons avec d'autres opérateurs

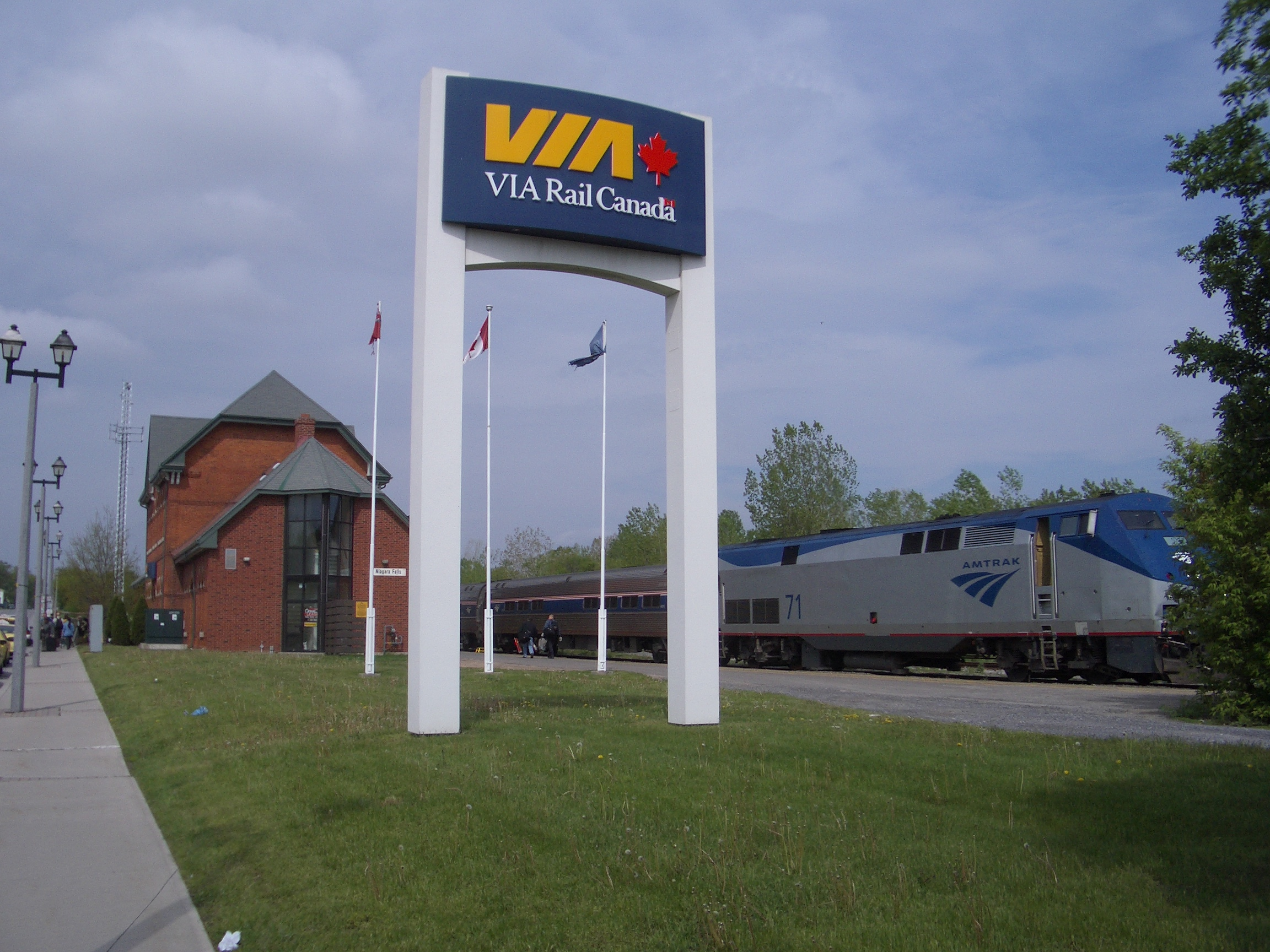
Un train Maple Leaf de Amtrak à l'extérieur de la gare de Niagara Falls. L'itinéraire est exploité conjointement par Via Rail et Amtrak, offrant aux passagers de Via Rail une correspondance vers les gares Amtrak de New York.

Le train Maple Leaf, qui circule entre New York et Toronto en passant par les gares de Albany, Buffalo et Niagara Falls, est géré conjointement par Via Rail et Amtrak. Le train fonctionne avec l'équipement d'Amtrak, mais dès lors qu'il passe du côté canadien de la frontière, il est doté d'employés de Via Rail et est alors exploité comme tel.
Il existe également deux autres lignes ferroviaires reliant le Canada et les États-Unis : l'Adirondack (Montréal - New York) et l'Amtrak Cascades (Vancouver - Seattle - Portland ). Bien que ces deux itinéraires partagent des gares canadiennes terminus avec Via Rail, ils sont exploités en totalité par Amtrak.
Via Rail a également des accords de connexion avec plusieurs opérateurs de bus locaux ou interurbains, des services d'autopartage et des compagnies aériennes. Les passagers qui voyagent avec certaines compagnies aériennes peuvent combiner leurs voyages aériens et ferroviaires sous le même localisateur d'enregistrement.

## Effectif (2016)
- 73 locomotives
- 426 voitures

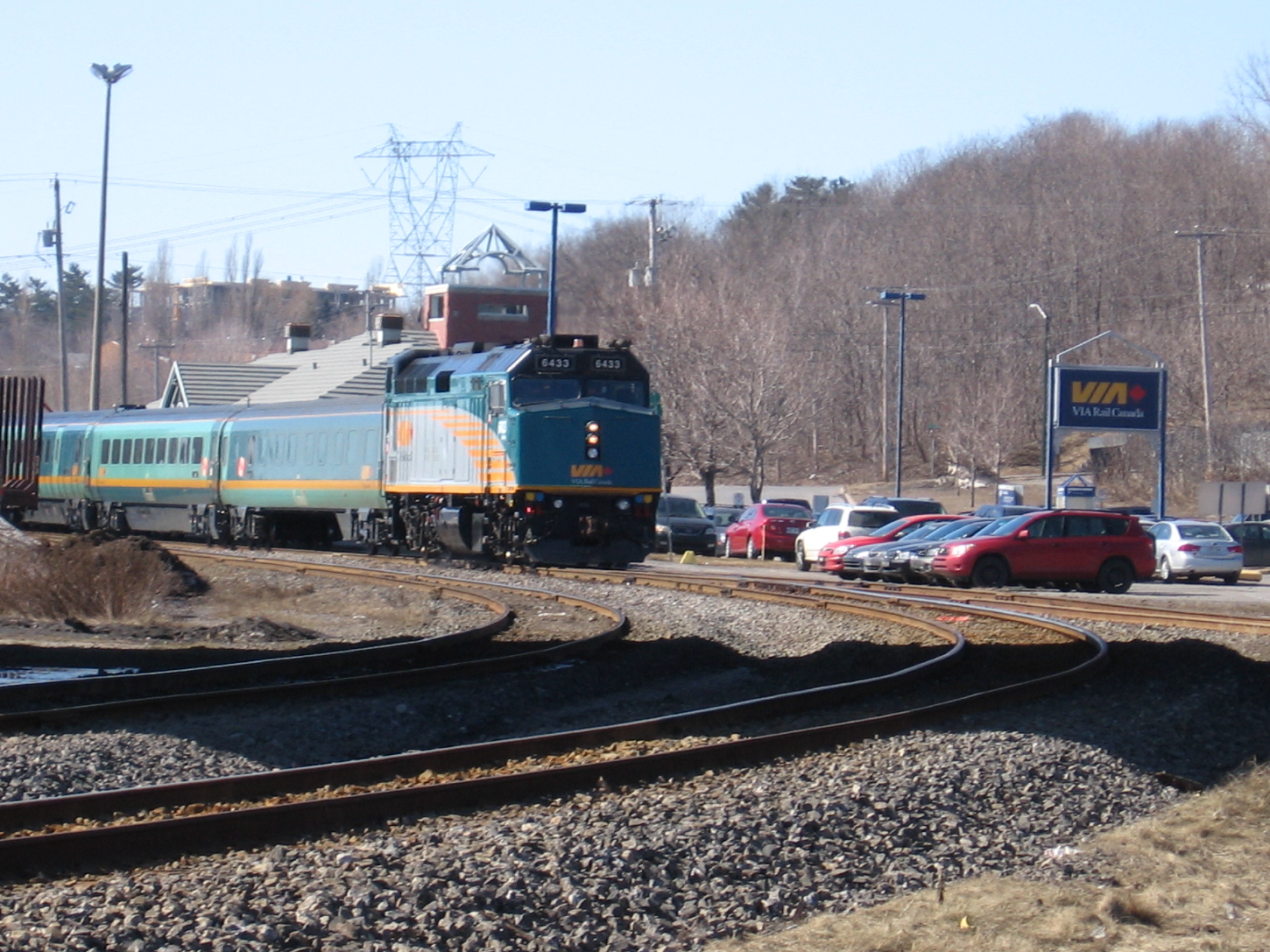
Le départ d'un train de VIA Rail à Sainte-Foy

- 12 500 km de réseau : 3 % est détenu par VIA Rail
- 3,97 millions de déplacement (en 2014)
- 1,3 milliard de kilomètres parcourus
- 121 gares ferroviaires (dont 54 gares patrimoniales)
- 4 centres de maintenance
- 7 bureaux régionaux
- 1 siège social
- 2 730 employés
- Coefficient moyen d’occupation (%) : 59,4
- Trains-milles parcourus (milliers) : 6 547
- Voitures-milles parcourus (milliers) : 42 637
- Ponctualité (%) : 73
- Charges d'exploitation totales : 591,8 M$
- Dépenses en immobilisations : 91,0 M$
- Produits totaux : 324,3 M$
- Financement total par le gouvernement : 358,8 M$

## Classes de service

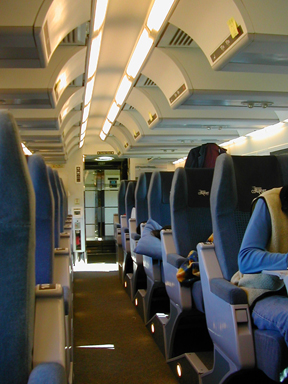
Classe Économique à bord de l'Océan.

### Classe Économie
Dans tous les trains.
Les passagers sont assis dans des voitures spécifiques. Des collations et breuvages sont vendues par des employées dans des charriots de services ou dans une voiture de service. Tous les trains dans le Corridor ont des places attribuées à l'exception des trains 97, 98, 650 et 651.

### Classe Affaire

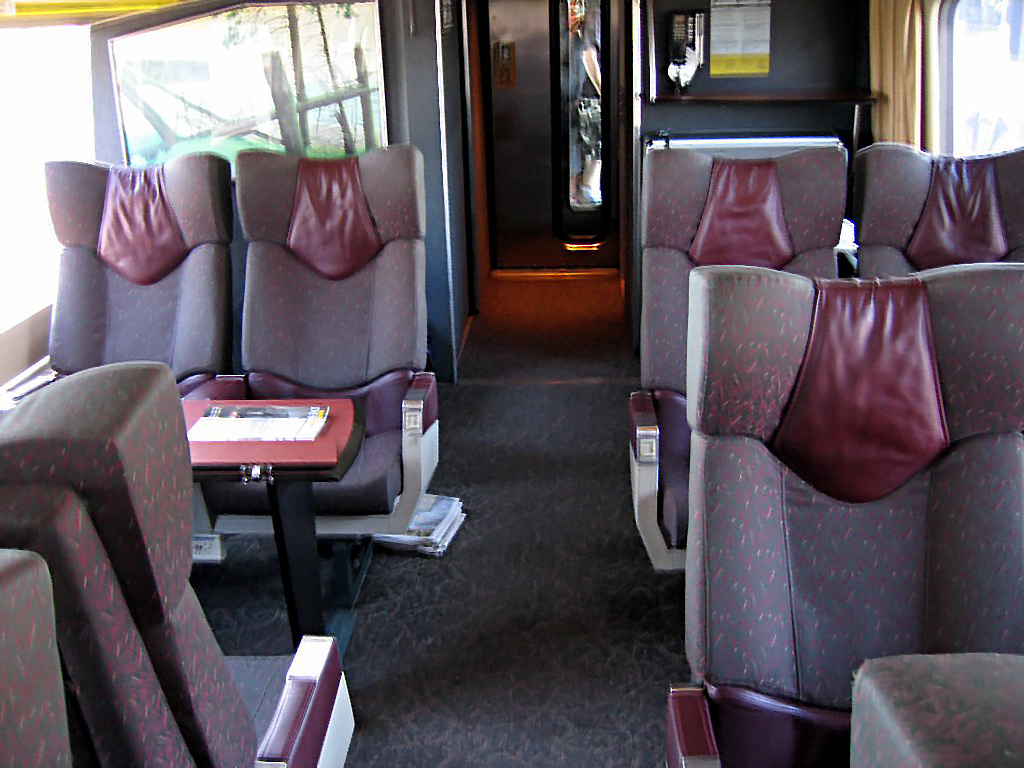
Classe Affaire à bord d'une voiture de type LRC.

Dans la plupart des trains du Corridor.
La classe Affaires offre aux passagers des sièges individuels, des sièges plus spacieux, des stores, des repas chauds à trois plats, des vins et des liqueurs gratuits. Les passagers de la classe affaires bénéficient également de l'embarquement prioritaire et de l'accès aux salons Affaires.

### Classe Loisirs
Uniquement dans le train Jasper-Prince Rupert en haute saison (juin à septembre).
Comprend trois repas par jour, vin au souper et l'accès aux voitures Panorama et Parc. N'est pas disponible pour tous les départs.

### Classe Voiture-Lits-Plus[9]
Disponible sur le Canadien, l'Océan et le train Winnipeg-Churchill.
Cette classe offre le logement dans les trains de nuit.
Pour le Canadien, les voyageurs ont le choix entre la couchette du haut, la couchette du bas, une cabine pour une, deux, trois ou quatre personnes. Ils ont aussi accès à une douche, la voiture Skyline, la voiture Panorama, la voiture-restaurant et la voiture Parc (limité en haute saison et sans restriction en basse saison). Au départ de Vancouver ou Toronto, ils ont accès au salon.
Pour l'Océan, les voyageurs ont une cabine pour deux, avec douche privée ou non, l'accès à la voiture-services, la voiture Parc et la voiture-restaurant. Ils ont accès au salon avant le départ à la gare de Montréal.
Pour le train Winnipeg-Churchill, les voyageurs ont le choix entre une couchette du haut, une couchette du bas, une cabine pour une, deux ou trois personnes.

### Classe Prestige
Uniquement sur le Canadien.
Cette classe inclut une cabine plus grande avec lit escamotable pour deux personnes, une salle d'eau privée avec douche et un écran plat. Les clients peuvent réserver en priorité l'accès à la voiture-restaurant et ont accès à des boissons alcolisées, non alcolisées et des collations à volonté. Ils ont également un enregistrement prioritaires dans les gares prioritaires et un concierge dédié. À Vancouver et Toronto, les voyageurs ont un accès privilégié au salon au départ et à l'arrivée. À bord, ils ont accès à la voiture Skyline et à des sièges réservés dans la voiture Panorama et la voiture Parc.